# Ingrid Darmann-Finck
Ingrid Darmann-Finck (geb. Mai 1964 in Bremen) ist eine deutsche Pflegewissenschaftlerin und Professorin im Lehramtsstudiengang Pflegewissenschaft an der Universität Bremen. Sie leitet die Abteilung für Qualifikations- und Curriculumforschung am Institut für Public Health und Pflegeforschung an der Bremer Universität und ist Mitglied der durch das Bundesministerium für Gesundheit eingesetzten Fachkommission nach dem Pflegeberufegesetz.

## Werdegang
Nach dem Abitur erwog Darmann-Finck zunächst ein Jura-Studium, entschied sich dann aber doch für eine pflegerische Ausbildung. Im Anschluss an eine Ausbildung zur Krankenschwester war Darmann-Finck von 1987 bis 1995 in verschiedenen Krankenhäusern in Hamburg und in der näheren Umgebung tätig. Im Jahr 1988 nahm sie ein Studium im Studiengang Lehramt an der Oberstufe und Beruflichen Schulen in der Fachrichtung Gesundheit auf, dass sie im Jahr 1994 abschloss. Seit 1990 nahm sie bereits Lehraufträge an verschiedenen Schulen des Gesundheitswesens und an Berufsschulen wahr. Ab 1995 arbeitete Darmann-Finck als Wissenschaftliche Mitarbeiterin und ab 1999 als Wissenschaftliche Assistentin am Institut für Berufs- und Wirtschaftspädagogik an der Universität Hamburg. Im Jahre 1999 promovierte sie zum Thema „Förderung der kommunikativen Kompetenz in der Krankenpflegeausbildung“ bei der Pflegedidaktikerin Karin Wittneben. Seit März 2003 ist Darmann-Finck Professorin im Lehramtsstudiengang Pflegewissenschaft an der Universität Bremen. Ihr wissenschaftlicher Schwerpunkt ist die Pflegedidaktik, also die Analyse von Lehr- und Lernverhalten in Pflegeausbildung und Pflegeweiterbildung.

### Wissenschaftliche Arbeit
Darmann-Finck forscht und lehrt in der schulischen und universitären Pflegebildung mit den Schwerpunkten der Curriculumentwicklung und Qualifikationsforschung. Unter ihrer Leitung werden u. a. situations- und kompetenzorientierte sowie mediengestützte Lehrpläne entwickelt, implementiert und evaluiert. Hierzu gehören das Nationale Mustercurriculum Kommunikative Kompetenz und die digital gestützte Care Reflection Online (CARO) - Lernumgebung.

### Persönliches
Darmann-Finck ist verheiratet, lebt in Bremen und hat eine Tochter.

## Ehrenamtliches Engagement
Darmann-Finck ist Mitglied der Fachkommission nach dem Pflegeberufegesetz. Das Bundesministerium für Gesundheit und das Bundesministerium für Familie, Senioren, Frauen und Jugend setzten dieses Gremium am 21. November 2018. Die zehn berufenen Ehrenamtlichen hatten die Aufgabe, auf Basis der im Oktober 2018 in Kraft getretenen Pflegeberufe-Ausbildungs- und Prüfungsverordnung, Lehr- und Ausbildungspläne für Pflegeberufe zu entwickeln und auszuformulieren. Die Auswahl der Experten basierte auf Vorschlägen aus den pflegepädagogischen und pflegewissenschaftlichen Fachverbänden und der Bundesländer. Die konstituierende Sitzung erfolgte am 18. und 19. Dezember 2018. Die ausgearbeiteten Rahmenpläne wurden zum 26. Juni 2019 fristgerecht an die beteiligten Ministerien zur Prüfung übergeben. Diese Fachkommission wurde im November 2023 aufgelöst. 
Am 19. November 2024 fand die konstituierende Sitzung der Neubesetzung der Fachkommission statt. Ingrid Darmann-Finck wurde auch in diese Fachkommission berufen.

### Positionen
Darmann-Finck sieht in der Akademisierung der pflegerischen Ausbildung im Zuge des Pflegeberufegesetzes einen wichtigen Schritt um den Anforderungen der Versorgung von Patienten zu entsprechen. Die Fort- und Weiterbildung im Pflegesektor sollte ihrer Ansicht nach noch optimiert werden und die Anerkennung für die fachlichen Kompetenzen der Pflegekräfte sollte sich verbessern.

## Ehrungen
- Deutscher Pflegepreis 2020, Deutscher Pflegerat

## Publikationen (Auswahl)

### Bücher als Herausgeberin
- Ingrid Darmann-Finck & Heike Mertesacker (Hrsg.) (2021): Pflegerische Versorgung alter Menschen. Qualität – Konzepte – Rahmenbedingungen. Festschrift für Stefan Görres. Berlin/Bern/Brüssel/Frankfurt am Main/NYC: Peter Lang.
- Ingrid Darmann-Finck & Karl-Heinz Sahmel (Hrsg.) (2023): Pädagogik im Gesundheitswesen. Berlin: Springer.

### Bücher als alleinige Autorin
- Ingrid Darmann-Finck (2010): Interaktion im Pflegeunterricht. Begründungslinien der interaktionistischen Pflegedidaktik. Berlin/Bern/Brüssel/Frankfurt am Main/Oxford/Warschau/Wien: Peter Lang.

### Buchartikel
- Ingrid Darmann-Finck (2009): Interaktionistische Pflegedidaktik. In: Christa Olbrich (Hrsg.) (2021): Modelle der Pflegedidaktik. München: Elsevier, S. 1 f.